# 道沃尔斯豪森
道沃尔斯豪森是德国莱茵兰-普法尔茨州的一个市镇。总面积2.05平方公里，总人口75人，其中男性44人，女性31人（2011年12月31日），人口密度37人/平方公里。